# Pont Osmangazi
Le pont Osmangazi (turc : Osmangazi Köprüsü) est un pont suspendu franchissant le golfe d'Izmit près de la ville d'Izmit et approximativement à 50 km au sud d'Istanbul en Turquie. À son ouverture le 1er juillet 2016, le pont est le quatrième plus long pont suspendu au monde.

## Chronologie
Le pont fait partie intégrante d'un appel d'offres publié le 7 avril 2008 concernant l'autoroute entre Gebze et Izmir. Le pont devait initialement comporter 2 fois 3 voies pour automobile et 2 voies de chemin de fer. En août 2008, le projet a été modifié pour une suppression des voies de chemin de fer. Le 9 avril 2009, l'appel d'offres est remporté par le consortium Nurol-Özaltin-Makyol-Astaldi-Yüksel-Göçay pour 22 ans et 4 mois en comptabilisant la construction et l'exploitation. Le consortium crée, le 27 septembre 2010 à Ankara, la société anonyme OTOYOL A.Ş. afin de mener à bien le projet.
La construction du pont a débuté officiellement par une cérémonie le 30 mars 2013 en présence du premier ministre Recep Tayyip Erdoğan.
L'inauguration du pont a eu lieu le 30 juin 2016 en présence du premier ministre Binali Yildirim, du président Recep Tayyip Erdoğan, de l'ambassadeur extraordinaire et plénipotentiaire du Japon Hiroshi Oka et du consul général du Japon Norio Ehara. En amont de cette inauguration, le pilote de moto Kenan Sofuoğlu a battu un record de vitesse en traversant le pont en 30 secondes à 400 km/h.
La mise en service a eu lieu le 1er juillet 2016 avec une gratuité des passages jusqu'à la fin de la fête du ramadan.

## Projet autoroutier
Le pont fait partie du projet autoroutier Gebze-Orhangazi-Izmir. Le temps de parcours entre Istanbul et Izmir passera de 8 à 3,5 heures. Le pont Osman Gazi - traversant le golfe d'İzmit - permet à lui seul d'éviter environ 75 km de détour.
Le projet autoroutier est composé de 4 zones avec chacune une garantie du nombre de véhicules y transitant.
- Gebze-Orhangazi avec 40 000 véhicules par jour.
- Orhangazi-Brousse avec 35 000 véhicules par jour.
- Brousse-Balıkesir/Edremit avec 17 000 véhicules par jour.
- Balıkesir/Edremit-Izmir avec 23 000 véhicules par jour.

## Construction
La coentreprise NOMAYG JV s'occupe de l'ingénierie, l'approvisionnement et la gestion de la construction (IAGC). Celle-ci est créée par le consortium ayant remporté l'appel d'offres pour la construction du pont. Elle tire son nom des différentes entreprises qui en sont actionnaires (5 entreprises turques et 1 italienne).
NOMAYG JV - participations en 2011 :
| Entreprise                                   | Pays    | Participation |
| -------------------------------------------- | ------- | ------------- |
| Nurol İnşaat ve Ticaret A.Ş.                 | Turquie | 18,50 %       |
| Özaltın İnşaat Ticaret ve Sanayi A.Ş.        | Turquie | 15,75 %       |
| Mak-Yol İnşaat Sanayi Turizm ve Ticaret A.Ş. | Turquie | 18,50 %       |
| Astaldi S.p.A.                               | Italie  | 15,75 %       |
| Yüksel İnşaat A.Ş.                           | Turquie | 15,75 %       |
| Göçay İnşaat Taahhüt ve Ticaret A.Ş.         | Turquie | 15,75 %       |

L'ingénierie, l'approvisionnement et la gestion de la construction (IAGC) sont confiés en sous-traitance au consortium IIS et ITOCHU, deux entreprises basées au Japon, pour un montant de 1,1 milliard de dollars. Pour remporter ce contrat face à la concurrence chinoise et coréenne, le consortium a été aidé par différents ministères japonais, la Japan bank for international cooperation et la Nippon Export and Investment Insurance (en). 
Le consortium a proposé un pont conçu par l'entreprise danoise COWI. La conception a nécessité la participation de 80  à   100 ingénieurs,. Le risque sismique a été pris en compte avec la participation du bureau de San Francisco spécialisé dans ce domaine. Le bureau de Londres a également été mis à contribution. En plus de la conception, l'entreprise assiste le consortium IIS-ITOCHU en tant que consultant.
La société danoise Dissing+Weitling s'est vu confier l'architecture du pont en 2010. Elle a conçu un pont qui permet d'avoir un point de vue vers les collines et les paysages environnants sans que les automobilistes puissent être entravés par des éléments du ponts.

## Données chiffrées
À son inauguration, le pont Osmangazi est le 4e plus long pont suspendu au monde et 2e en Europe.
Sa construction a nécessité 39 mois de travaux pour 8 000 employés.

### Fréquentation
La mise en service du pont coïncide avec la fête du ramadan afin d'attirer et de faire profiter une grande partie de la population. Ainsi, la gratuité des passages est appliquée pendant cette période de 10 jours et 7 heures,.
La mise en service est un succès avec 400 523 véhicules traversant le pont en 5 jours, soit une moyenne journalière de 80 104 passages, certains usagers allant jusqu'à s'arrêter au milieu du pont pour prendre des selfies.

### Exploitation commerciale
Le projet du pont s'est effectué sur un modèle Construction-Exploitation-Transfert. L'entreprise ayant remporté l'appel d'offres doit construire et exploiter le pont pour une durée de 22 ans et 4 mois.
Lors du lancement, il est prévu 6 classes de véhicules pour la tarification.
| Classe | Type de véhicule                                                         | Nombre d'essieux | Distance inter-essieux |
| ------ | ------------------------------------------------------------------------ | ---------------- | ---------------------- |
| 1      | Distance inter-essieux inférieure à 3,20 m et 2 essieux                  | 2                | < 3,20 m               |
| 2      | Distance inter-essieux supérieure à 3,20 m et 2 essieux                  | 2                | >= 3,20 m              |
| 3      | Avec 3 essieux touchant le sol (avec ou sans ensemble articulé)          | 3                | -                      |
| 4      | Avec 4 à 5 essieux touchant le sol (avec ou sans ensemble articulé)      | 4-5              | -                      |
| 5      | Avec au moins 6 essieux touchant le sol (avec ou sans ensemble articulé) | 6 ou +           | -                      |
| 6      | Motocycle (selon le nombre d'essieux s'il tracte un véhicule)            | -                | -                      |

Il existe deux guichets de paiement et selon le sens de traversée le prix diffère.
- Istanbul/Izmir : prix de la traversée du pont.
- Izmir/Istanbul : prix de la traversée du pont et portion d'autoroute empruntée.

Chacune des classes de véhicule dispose de son tarif pour la traversée.
Les prix au lancement sont les suivants :
| Classe | Prix      |
| ------ | --------- |
| 1      | 88,75 TL  |
| 2      | 141,95 TL |
| 3      | 168,60 TL |
| 4      | 223,60 TL |
| 5      | 282,15 TL |
| 6      | 62,10 TL  |